# Resolución 60 del Consejo de Seguridad de las Naciones Unidas
La Resolución 60 del Consejo de Seguridad de las Naciones Unidas, aprobada el 29 de octubre de 1948, resolvió que se estableciera un subcomité integrado por el Reino Unido, la República de China, Francia, Bélgica y la República Socialista Soviética de Ucrania para examinar todas las enmiendas y revisiones que se habían sugerido al segundo proyecto de resolución revisado que figuraba en el documento S/1059/Rev.2 y preparar un proyecto de resolución revisado en nombre del Consejo.
La resolución fue aprobada sin votación.